# Existența lui Dumnezeu

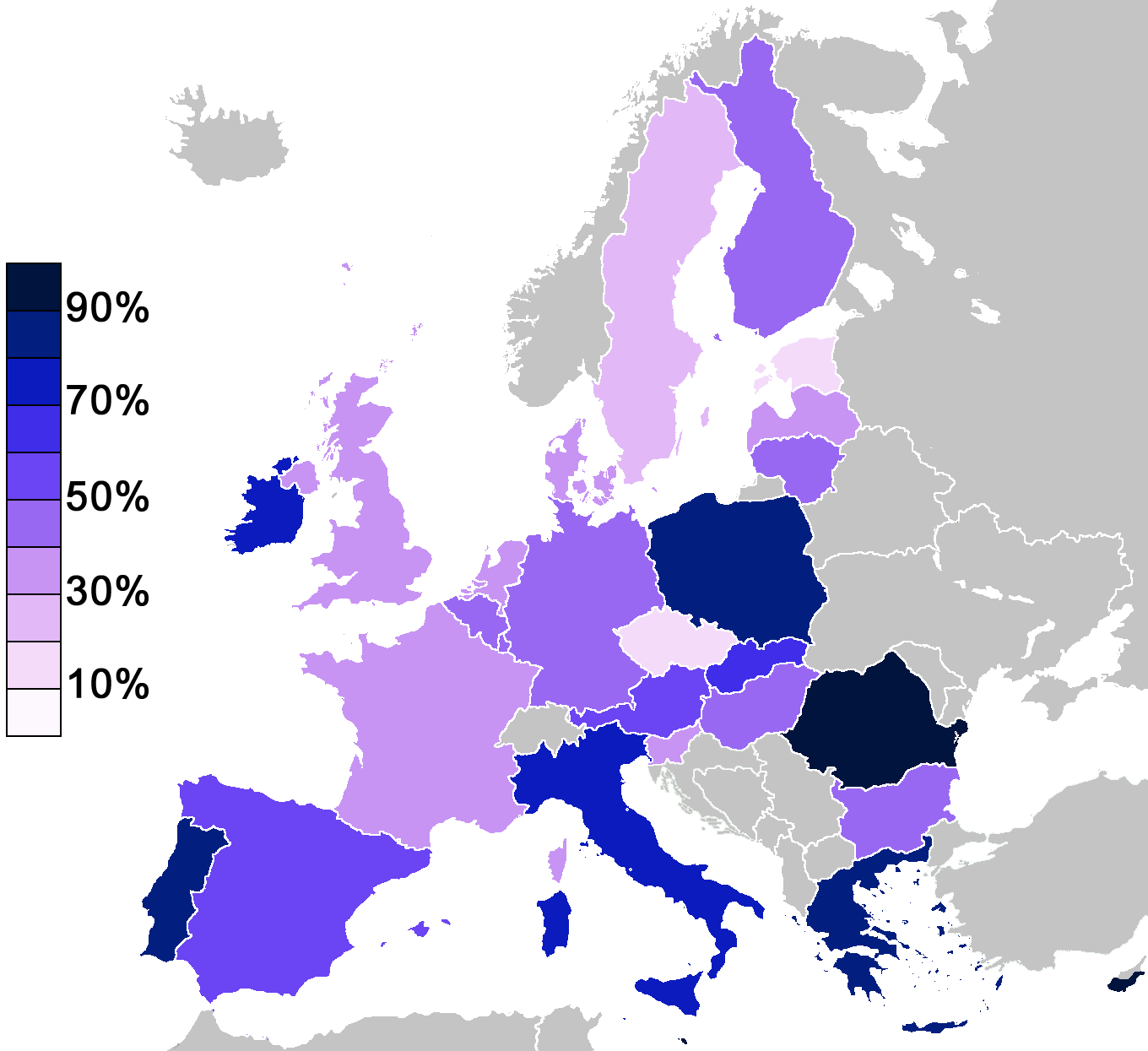
Procentajul populației din țările europene care la au răspuns că „au credință că există Dumnezeu”.

Argumente pentru și împotriva credinței în existența lui Dumnezeu au fost propuse de filosofi, teologi, oameni de știință și alții. În terminologia filosofică, argumentele pentru și împotriva existenței lui Dumnezeu implică în primul rând sub-disciplinele de epistemologie (teoria cunoașterii) și ontologia (natura de a fi), dar de asemenea, teoria generală a valorii, deoarece conceptele de perfecțiune sunt atât de des legate de noțiunile de Dumnezeu.

## Argumente pro și contra existenței lui Dumnezeu
Existența sau inexistența lui Dumnezeu, în special al Dumnezeului creștin și iudaic, este un subiect imens al literaturii filosofice. Încă din antichitate, personalități remarcante ale comunității filozofice, aparținând unor diferite naționalități și timpuri, au abordat problematica existenței divinității, tendință care continuă și în zilele noastre, iscând un interes cel puțin la fel de intens.
- Platon și Aristotel demonstrau existența unei cauze primare de la care provin toate celelalte cauze (argumentul cosmologic);
- Sf. Anselm de Canterbury propune argumentul ontologic în favoarea existenței, reluat mai apoi de Descartes și criticat de Kant (existența nu e un predicat) [1];
- Filosoful englez William Paley propune analogia ceasornicarului, care în esență constă în a arăta că, așa cum un ceasornic, un mecanism suficient de complex, are un creator, așa și omul, un mecanism cu mult mai complex, trebuie să aibă un Creator;
- Spinoza demonstra existența lui Dumnezeu pe bază de definiții și axiome [2]; -Spinoza nu era teist ci panteist [3]: pentru el Dumnezeu este Natura[4];
- Promotorii religiei arată rolul jucat de aceasta în crearea unui sistem convergent, dacă nu unitar, de valori comportamentale (sau morale), care au influențat apoi creșterea economică [5];
- Lipsa dovezilor pentru existența zeilor/supranaturalului e principalul argument al ateilor. Bertrand Russell, celebrul filosof, matematician și logician ateu, a fost întrebat ce ar spune dacă ar ajunge în fața lui Dumnezeu după moarte, iar acesta i-ar cere motivele pentru care nu a crezut în el. Replica lui Russell a fost sarcastică dar sinceră: „N-au fost suficiente dovezi, Doamne, n-au fost suficiente dovezi.”;
- Evoluționismul contrazice direct cartea Genezei [6]. În primul capitol al Genezei, se arată că Dumnezeu a făcut:

1. „pomi roditori, care să facă rod după soiul lor” (Geneza 1:11),
2. „iarbă cu sămânță după soiul ei” (Geneza 1:12),
3. „peștii cei mari și toate viețuitoarele care se mișcă și de care mișună apele, după soiurile lor;... orice pasăre înaripată după soiul ei” (Geneza 1:21),
4. „viețuitoare după soiul lor, vite, târâtoare și fiare pământești, după soiul lor” (Geneza 1:24),
5. „fiarele pământului după soiul lor, vitele după soiul lor și toate târâtoarele pământului după soiul lor” (Geneza 1:25).

Formularea „a făcut...după soiul lor” implică o creare simultană a tuturor acestor forme de viață de către Dumnezeu, ceea ce contrazice dovezile materiale privind evoluția acestora, complet independentă de prezumția divinității.
- Big Bang-ul este compatibil cu crearea lumii din nimic[7], idee susținută de creștinism începând cu secolul al II-lea d.Hr. și adoptată de iudaism.[8]
- Problema răului (tema teodiceii)[9] pune la îndoială existența unui zeu care este deopotrivă omnipotent, atotcunoscător și atotiubitor, aducând argumentul că un asemenea zeu nu ar trebui să permită existența răului și a durerii [10].
- Filosoful german Karl Marx opinează că religia ar fi „opiu pentru mase”, în sensul că acestea din urmă ar fi îndoctrinate (sau sedate, ca și sedarea cu opiu), de religie și promotorii acesteia, împotriva declanșării revoluției proletare și a făuririi unei societăți mai bune.
- În special în țările în care creștinismul este subvenționat de stat, atunci când clerul—servitori ai lui Dumnezeu proclamati de Biserica—comite numeroase încălcări ale normelor religioase pe care le propovăduiește, aceasta reprezintă o atingere directă a conceptului de Dumnezeu [11].
- Pastorul protestant olandez Klaas Hendrikse⁠(en)[traduceți], care este ateu,[12] a argumentat într-o carte controversată că inexistența lui Dumnezeu nu ne poate împiedica să credem în Dumnezeu. După el, existente sunt obiectele materiale, iar Dumnezeu nu este un obiect material, ci un proces, o trăire care are loc prin și între credincioși.[12] Reducerea divinului la un simplu concept e, de asemenea, adoptată de mai mulți gânditori moderni, printre care Sam Harris, Cristopher Hitchens, Richard Dawkins, Lawrence Krauss și alții.

## Alte opinii
Autorul Ted Chiang a  spus că nuveleta sa „Iadul e acolo unde nu există Dumnezeu” examinează rolul credinței în religie și sugerează că, dacă existența lui Dumnezeu ar fi dovedită incontestabil, atunci credința nu ar mai fi aplicabilă.